# Долинка (Лохвицкий район)
Долинка (укр. Долинка) — село,
Токаревский сельский совет,
Лохвицкий район,
Полтавская область,
Украина.
Код КОАТУУ — 5322687203. Население по переписи 2001 года составляло 212 человек.

## Географическое положение
Село Долинка находится на расстоянии 1,5 км от села Гамалиевка и в 2-х км от села Шевченково.
По селу протекает пересыхающий ручей с запрудой.
Рядом проходит автомобильная дорога Т-1705.

## История
- 1675 — дата основания.

В 1946 году указом ПВС УССР хутор Татарино переименован в Долиновку.